# Kerstin Kündig
Kerstin Kundig (Hittnau, 2 juli 1993) is een Zwitserse nationale handbalspeler die lid is van het Zwitserse nationale team.

## Carrière

### Club
Kündig speelde in haar jeugd voor HSG Pfäffikon-Fehraltorf en vanaf 2007 voor TV Uster. In 2009 maakte ze de overstap naar de Zwitserse eersteklasser Yellow Winterthur, waar ze tot 2014 speelde. In 2014 maakte Kündig een transfer naar competitierivaal LC Brühl Handball. Met Brühl won ze het Zwitserse kampioenschap in 2017 en 2019, de SHV Cup in 2016 en 2017 en de Zwitserse SuperCup in 2017 en 2019. Bij de Swiss Handball Awards werd ze in 2017 uitgeroepen tot Beste Zwitserse speelster en in 2020 tot Beste Zwitserse speelster en MVP. In de zomer van 2020 werd ze gecontracteerd door Duitse Bundesliga-club Thüringer HC. Na 2 jaar bij Thüringer te hebben gespeeld, volgde in de zomer van 2022 de overstap naar de Deense eersteklasser Viborg HK.

### Nationaal team
Kündig speelde voor de jeugd en juniorenteams van Zwitserland en debuteerde in 2012 in het Zwitserse nationale team in een wedstrijd tegen Oekraïne. Met Zwitserland nam ze in 2022 deel aan het EK. Kündig scoorde vijf doelpunten tijdens datt toernooi.

## Privéleven
Haar jongere zus Rebecca Kündig speelt ook handbal.